# Stazione di Castello d'Annone
La stazione di Castello d'Annone è una fermata ferroviaria posta lungo la linea Torino-Genova, al servizio dell'omonimo comune.

## Storia
L'impianto entra in funzione il 1 gennaio 1850 come stazione dotata di un binario di incrocio per il servizio viaggiatori e di alcuni binari tronchi, oltre ai due binari di corsa della linea.
I binari di corsa della linea furono elettrificati in corrente alternata il 1º aprile 1922, nell'ambito dell'elettrificazione della tratta Trofarello-Asti, sulla quale l'impianto è ubicato; l'alimentazione fu poi convertita in continua il 28 maggio 1961, così come accadde per la tratta Torino-Alessandria.
Tale assetto del piazzale binari viene mantenuto fino al 9 luglio 2017: in tale data fu trasformato in fermata a seguito della disattivazione e della successiva rimozione del terzo binario passante, a tracciato deviato e già in stato di abbandono per inutilizzo, oltre che dei binari tronchi a servizio dello scalo merci.

## Strutture ed impianti

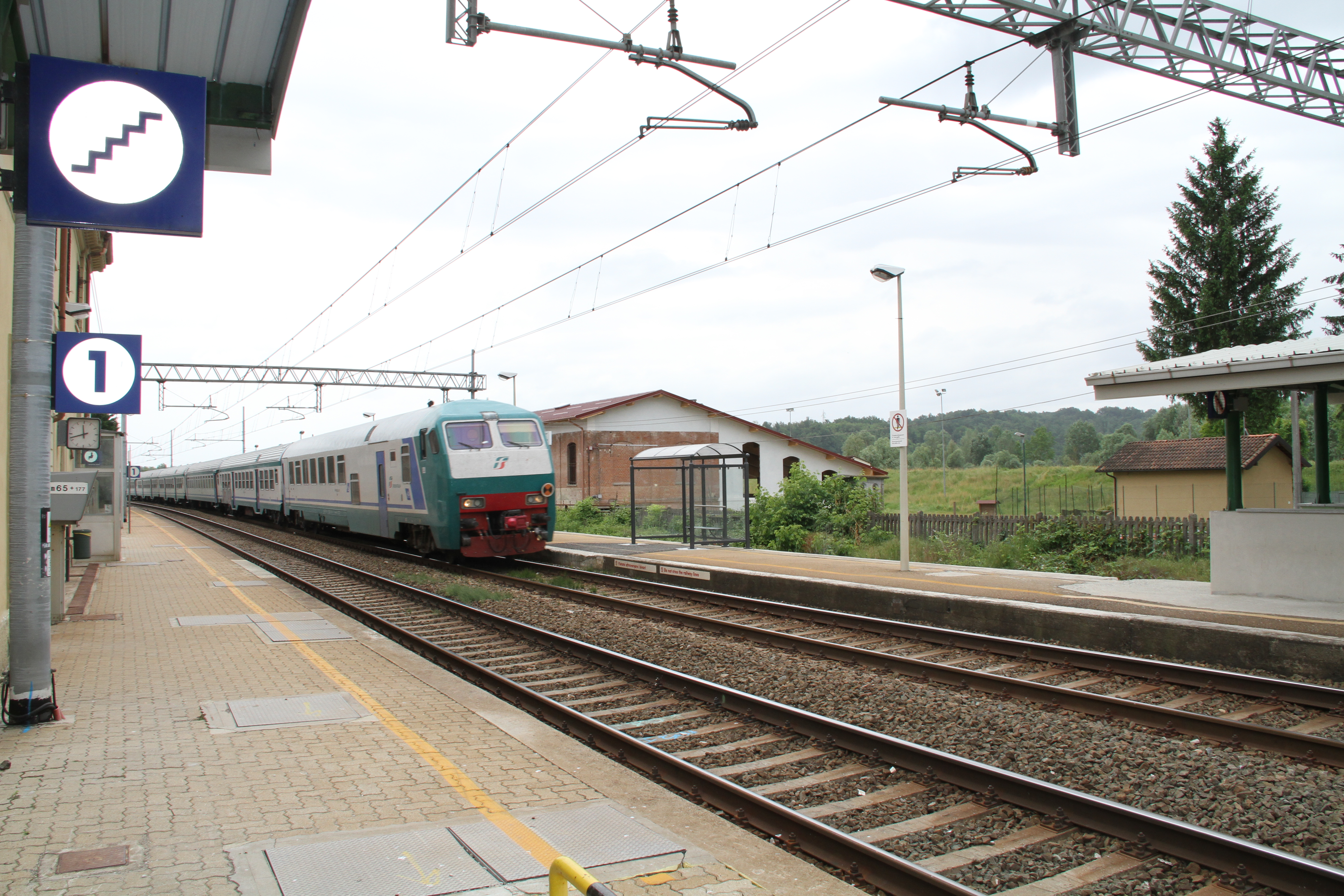
Fermata lato binari vista dal FV: sul binario 2 è in transito un treno regionale.

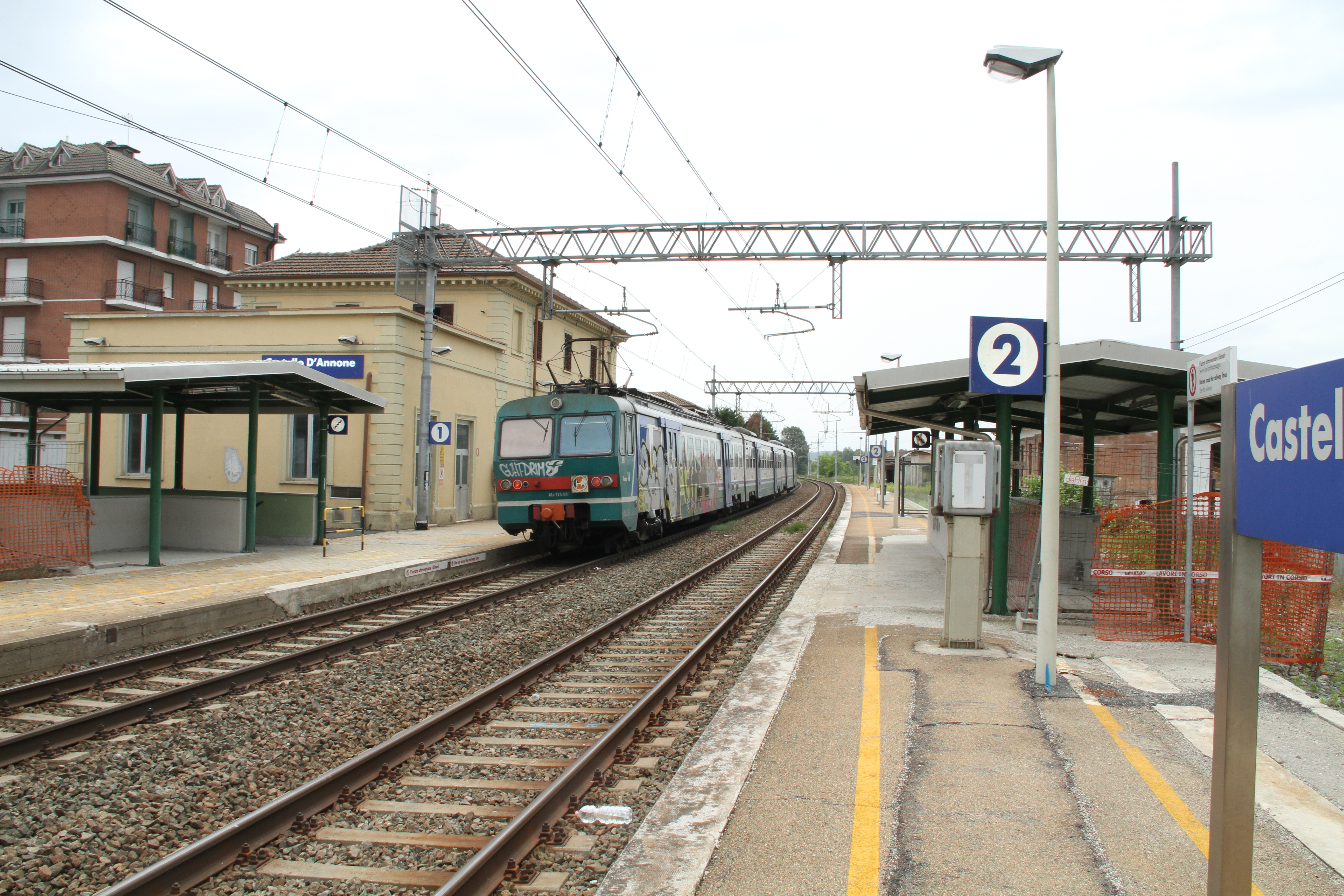
Dettaglio delle strutture con treno regionale in servizio viaggiatori.

La gestione degli impianti è affidata a Rete Ferroviaria Italiana. La fermata risulta al 2025 impresenziata, poiché telecomandata a distanza mediante il sistema CTC, facente capo al Dirigente Centrale Operativo ubicato presso Torino Lingotto.
Essa dispone di un fabbricato viaggiatori sviluppato su due piani, la cui pianta presenta una forma a doppia L, dove le due estrusioni laterali simmetriche sono rivolte verso il lato strada: questo dettaglio consente, sulla facciata, di ottenere un balcone per il primo piano che funge anche da copertura per il piano terreno, creando così un portico che funge anche da atrio. Al di sotto di quest'ultimo si trovano gli ingressi ai locali posti al piano terra, ovvero i principali servizi ai viaggiatori, quali la sala d'attesa e la biglietteria a sportello, al 2025 soppressi, e altresì ai locali tecnici e all'ufficio impresenziato del Dirigente Movimento, di per sé inaccessibili all'utenza e anch'essi privi di personale ferroviario sebbene ospitanti apparecchiature in uso per la regolazione del traffico ferroviario sulla linea. 
Addossata al piano terreno vi è una struttura rettangolare sviluppata su un solo piano che risulta essere un ampliamento del fabbricato, usato al 2025 da RFI per ospitare alcune apparecchiature elettriche per la sicurezza e il controllo del traffico da remoto. Presso la parete adiacente all'ingresso dalla strada si trovano alcuni servizi ai viaggiatori, quali un pannello informativo contenente gli orari in versione cartacea, un monitor per le partenze ed una biglietteria automatica. Questi ultimi due servizi, protetti da due apposite e piccole tettoie in metallo, al 2025 risultano spenti e non più in funzione . Il primo piano ospitò un appartamento indipendente per il capostazione: esso non è quindi fruibile da parte dell'utenza e, al 2025, risulta disabitato ed abbandonato.
Accanto al FV sono presenti due ulteriori strutture: la prima è il piccolo edificio dei servizi igienici e, dall'altro lato, un magazzino merci, entrambi già al 2010 non più in uso, sebbene in ottimo stato di conservazione. La struttura che ospitava i servizi igienici è a pianta quadrata e sviluppata su un solo piano; sulla sua parete adiacente al FV, in prossimità dell'ingresso dalla strada, è collocato un monitor LED per la segnalazione delle partenze in tempo reale, nonché dell'eventuale ritardo. L'edificio merci consiste invece in uno stabile in mattoni a vista a pianta rettangolare, con facciata a capanna e con il tetto in parte estruso, al fine di fungere da riparo per il piano caricatore. La struttura, al tempo dell'utilizzo, risultava servita da due binari tronchi, sfruttati per il ricovero dei mezzi di manutenzione dopo la cessazione del servizio merci; essi furono rimossi a seguito della trasformazione dell'impianto in fermata.
La fermata è dotata, dal 2017, dei soli due binari passanti della linea dedicati al servizio viaggiatori, entrambi di corretto tracciato. Il binario 1 è utilizzato dai treni in direzione Alessandria/Torino mentre il 2 è servito da quelli in direzione Asti/Genova. I due binari risultano serviti ciascuno da una propria banchina. La prima banchina è ubicata di fronte al FV, l'altra era originariamente a isola, poiché posta a servizio dei binari 2 e 3. Il terzo binario, che si presentava a tracciato deviato ed era usato solo per eventuali incroci, fu rimosso a seguito della sua dismissione, sopraggiunta nel 2017. Le due banchine sono collegate mediante un sottopassaggio, i cui imbocchi sono coperti e riparati da due tettoie a spioventi in lamiera che si estrudono coprendo anche parte della seconda banchina, originariamente ad isola. Lungo entrambe le banchine sono poste alcune panchine in cemento per l'attesa, prive di un riparo. Presso la banchina a servizio del binario 2 è collocata anche una piccola pensilina in vetro e ferro  Lato Asti era presente un'ulteriore fascio binari destinato al ricovero dei rotabili: di esso non resta più traccia al 2025.
Per la gestione dei movimenti degli scambi era presente lato Torino un casello addossato alle case vicine e, al 2025, convertito in abitazione privata.

## Movimento
La fermata è servita nei giorni feriali da diciassette treni regionali, effettuati da Trenitalia in base al contratto di servizio stipulato con Regione Piemonte.
Nei giorni festivi sono ridotti ad appena sei i treni che effettuano servizio viaggiatori presso la fermata.

## Servizi
La fermata è classificata da RFI in categoria 'Bronze'.

## Interscambi
Nei pressi della stazione sono attuati i seguenti interscambi:
- Fermata autobus